# کیم یو جونگ (بازیگر)
کیم یو جونگ (کره‌ای: 김유정؛ زادهٔ ۲۲ سپتامبر ۱۹۹۹) بازیگر اهل کره جنوبی است. او پس از اولین بازی خود در سال ۲۰۰۳، به یکی از محبوب‌ترین هنرپیشه‌های کودک در کره جنوبی تبدیل شد. از مجموعه‌های تلویزیونی که او در آنها ایفای نقش کرده می‌توان به  افسانه دونگ‌یی (۲۰۱۰)، افسانه خورشید و ماه (۲۰۱۲)، عشق در مهتاب (۲۰۱۶)، عاشقان آسمان سرخ (۲۰۲۱)، شیطان من (۲۰۲۳) و ناگت مرغ (۲۰۲۴) اشاره کرد.